# Pabstiella cipoensis
Pabstiella cipoensis är en orkidéart som beskrevs av L.Kollmann. Pabstiella cipoensis ingår i släktet Pabstiella och familjen orkidéer. Inga underarter finns listade i Catalogue of Life.